# Skuggbackmätare
Skuggbackmätare, Scotopteryx moeniata, är en fjärilsart som beskrevs av Giovanni Antonio Scopoli 1763. Skuggbackmätare ingår i släktet backmätare, Scotopteryx, och familjen mätare, Geometridae. Arten är ännu inte påträffad i Sverige. Inga underarter finns listade i Catalogue of Life.